# سيرجيو فالي دوارتي
سيرجيو فالي دوارتي (بالبرتغالية: Sergio Valle Duarte‏) هو فنان ومصور ورسام برازيلي، ولد في 26 سبتمبر 1954 في ساو باولو في البرازيل.